# 雪茄吧
雪茄吧是一個專門讓人抽雪茄的场所。许多雪茄吧还額外提供食物和酒，而且並沒有規定顧客一定要抽雪茄，顧客也可以吸其他香煙。不過依然有雪茄吧鼓勵顧客盡量吸雪茄。一些國家禁止設立營利性吸烟場所，而另一些國家允許商家設立雪茄吧。